# 리엄 리지웰
리엄 매슈 리지웰(Liam Matthew Ridgewell, 1984년 7월 21일 벡슬리히스 ~ )은 잉글랜드 출신의 전 프로 축구 선수이다. 현역 시절 포지션은 미드필더였다.